# Baborów (gmina)
Baborów est une gmina mixte du powiat de Głubczyce, Opole, dans le sud-ouest de la Pologne. Son siège est la ville de Baborów, qui se situe environ 12 km au sud-est de Głubczyce et 57 km au sud de la capitale régionale Opole.
La gmina couvre une superficie de 116,97 km2 pour une population de 6 586 habitants.

## Géographie
Les localités qui composent la gmina sont : 
Babice,
Boguchwałów,
Czerwonków,
Dziećmarów,
Dzielów,
Księże Pole,
Raków,
Sucha Psina,
Sułków,
Szczyty,
Tłustomosty.
La gmina borde les gminy de Głubczyce, Kietrz, Pawłowiczki, Pietrowice Wielkie, Polska Cerekiew et Rudnik.